# Javier Ruiz Caldera
Javier Ruiz Caldera (Viladecans, 1976) és un director de cinema català. És conegut sobretot per la seva primera pel·lícula Spanish Movie de 2009. També ha dirigit altres llargmetratges com Promoció fantasma de 2012, 3 noches de bodas de más de 2013 fins a una adaptació de la sèrie d'historietes Anacleto: Agent secret de Manuel Vázquez el 2015.